# Jean-François Lafabrie de La Sylvestrie
Jean-François Lafabrie de La Sylvestrie est un homme politique français né le 20 juillet 1758 à Villeneuve-sur-Lot (Lot-et-Garonne) et mort le 27 septembre 1835 à Villeneuve-sur-Lot.
Propriétaire terrien, il est député de Lot-et-Garonne de 1820 à 1822, siégeant à droite et soutenant le ministère Villèle.
Ayant demandé à ses collègues, que le second vin connu dans le Nord sous le nom de "revin" et dans le Midi sous celui de "piquette" fut dispensé du droit de circulation, il fut surnommé par eux "le député-piquette". 

## Sources
« Jean-François Lafabrie de La Sylvestrie », dans Adolphe Robert et Gaston Cougny, Dictionnaire des parlementaires français, Edgar Bourloton, 1889-1891 [détail de l’édition]
Une famille de soldats: note sur la famille de L'Église de la Lande 1552-1855 par Maurice Campagne